# Al Jourgensen
Alain David Jourgensen,, właśc. Alejandro Ramírez Casas (ur. 9 października 1958 w Hawanie) – amerykański muzyk, kompozytor, wokalista i multiinstrumentalista kubańskiego pochodzenia. Al Jourgensen znany jest przede wszystkim z wieloletnich występów w zespole Ministry, którego jest członkiem od 1981 roku. Równolegle występował w grupach Revolting Cocks i Lard.
W latach 1984–2002 był żonaty z Patty Marsh, byłą keyboardzistką Ministry. Z tegoż związku pochodzi córka muzyka Adrienne (ur. 13 kwietnia 1985).

## Dyskografia
- Gwar – Scumdogs of the Universe (1990, Master Records, gitara)[6]
- Skrew – Burning in Water, Drowning in Flame (1991, Priority, gitara)[7]
- Prong – Power of the Damager (2007, 13th Planet Records, instrumenty klawiszowe, miksowanie)[8]
- Ascension of the Watchers – Numinosum (2008, 13th Planet Records, produkcja, miksowanie, gitara, mandolina, instrumenty klawiszowe)[9]

## Publikacje
- Al Jourgensen, Jon Wiederhorn, Ministry: The Lost Gospels According to Al Jourgensen Hardcover, Da Capo Press, 2013, ISBN 978-0-306-82218-6.

## Filmografia
- „Tim Leary: The Art of Dying” (2008, film dokumentalny, reżyseria: Gisela Getty)[10]
- „Sounds Like a Revolution” (2010, film dokumentalny, reżyseria: Summer Preney, Jane Michener)[11]
- „Fix” (2011, film dokumentalny, reżyseria: Doug Freel)[12]
- „Riot on the Dance Floor” (2014, film dokumentalny, reżyseria: Steve Tozzi)[13]